# حلوة رايتية
حلوة رايتية (الاسم العلمي: Glycine wrightii) هي نوع من نباتات تتبع جنس الحلوة من الفصيلة البقولية.